# Qiviuq
Als Qiviuq (Plural Qiviut, (ˈqiviut), Inuktitut: ᕿᕕᐅᖅ; Inuinnaqtun: qiviuq; Inupiaq: qiviu oder qiviuq, Grönländisch: qivioq) wird die Unterwolle des Moschusochsen bezeichnet.

## Eigenschaften
Das einzelne Wollhaar hat einen Durchmesser von 17 bis 22 Mikrometern, durchschnittlich etwa 20 Mikrometer, mit einer Länge von 40 bis 80 mm. Das Wollhaar erwachsener männlicher Moschusochsen ist etwa 1,5 Mikrometer dicker als das weiblicher Moschusochsen. Die Oberfläche ist geschuppt mit circa 7 Schuppen pro 100 Mikrometer Haarlänge. Beim Erhitzen schrumpfen Garn und Textilien aus Qiviuq nicht. Die Fasern verfilzen auch nicht beim Erhitzen. Der Durchmesser der Wollhaare des Moschusochsen ist vergleichsweise gering: nur Tibetantilope (Shahtoosh), Angorakaninchen (Angora), Vikunja (Vikunjawolle) und Kaschmirziege (Kaschmirwolle) besitzen geringere durchschnittliche Durchmesser.

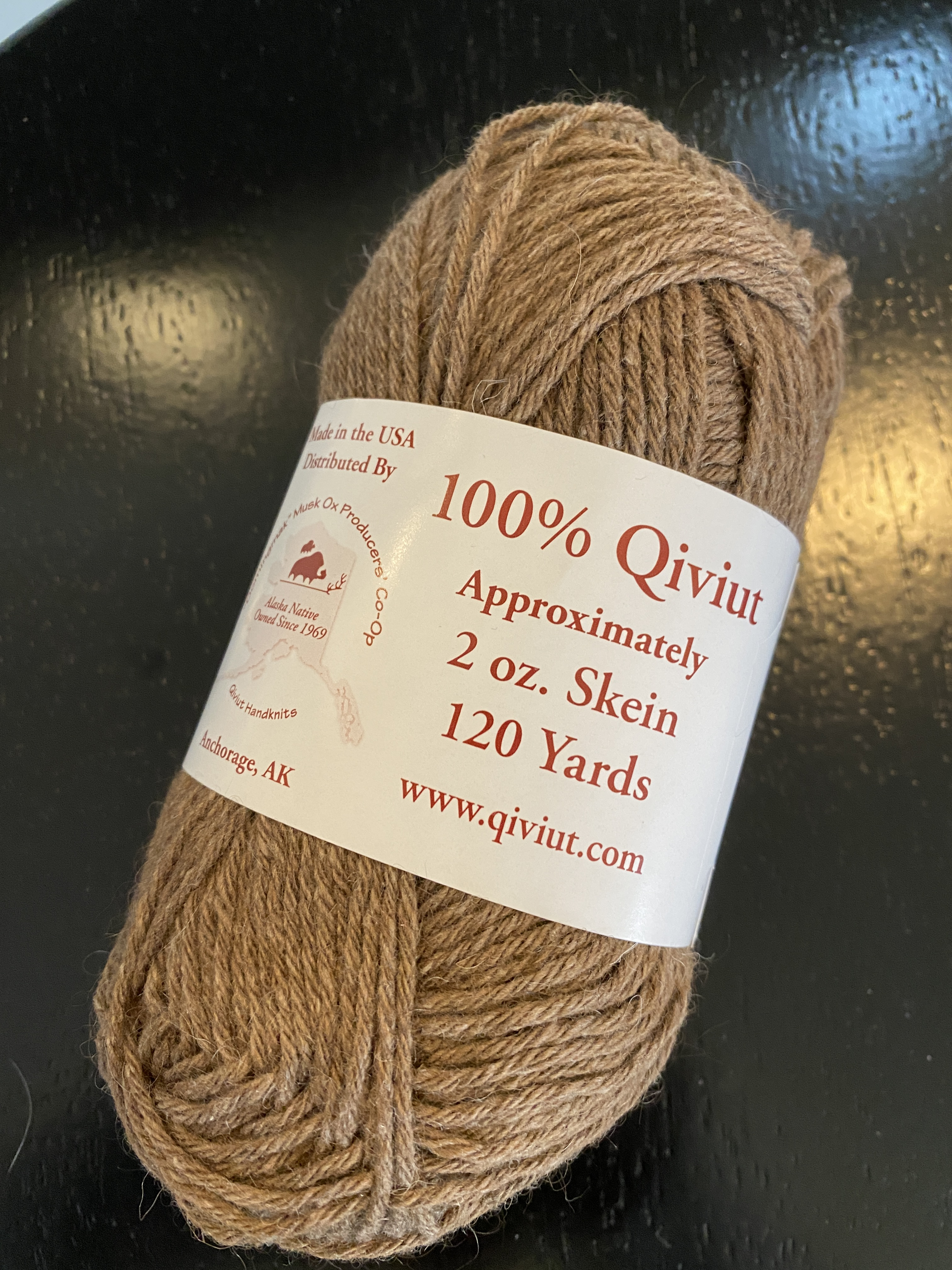
Qiviuq-Kammgarn

Das rohe, gereinigte Qiviuq wird gesponnen und das Garn anschließend gewaschen. Natürliches Qiviut hat eine weiche, graubraune Farbe, lässt sich aber gut färben und wird in vielen Farben angeboten. Durch Bleichen wird die Faser jedoch geschwächt, weshalb viele Spinnerinnen und Strickerinnen empfehlen, nur gefärbtes ungebleichtes Qiviuq zu verwenden, das dunklere, gedämpftere Farben hat. Kardierte und gesponnene Wolle kostet im Einzelhandel ab 35 Euro pro Unze.

## Reinigung
Wie alle proteinbasierten Fasern (Wolle, Seide) werden Produkte aus Qiviuq durch eine chemische Reinigung (wasserfrei) oder per Hand in lauwarmem Wasser mit einem Wollwaschmittel gereinigt. Voll- und Buntwaschmittel sind ungeeignet, da sie proteinabbauende Enzyme enthalten, welche die Haarstruktur beschädigen. Bei hydrophilen Textilien wie Textilien aus Wolle kann ein Wasserkontakt aufgrund des Quellens und des beim Trocknen folgenden Schrumpfens zu einer Fadenverkürzung und somit zu einer Schrumpfung des Textils führen. In Wäschetrocknern wird die Schrumpfung verstärkt. Aufgrund einer Neigung zum Verfilzen sollten Textilien aus Qiviuq nicht gewrungen oder gerieben werden.

## Geschichte

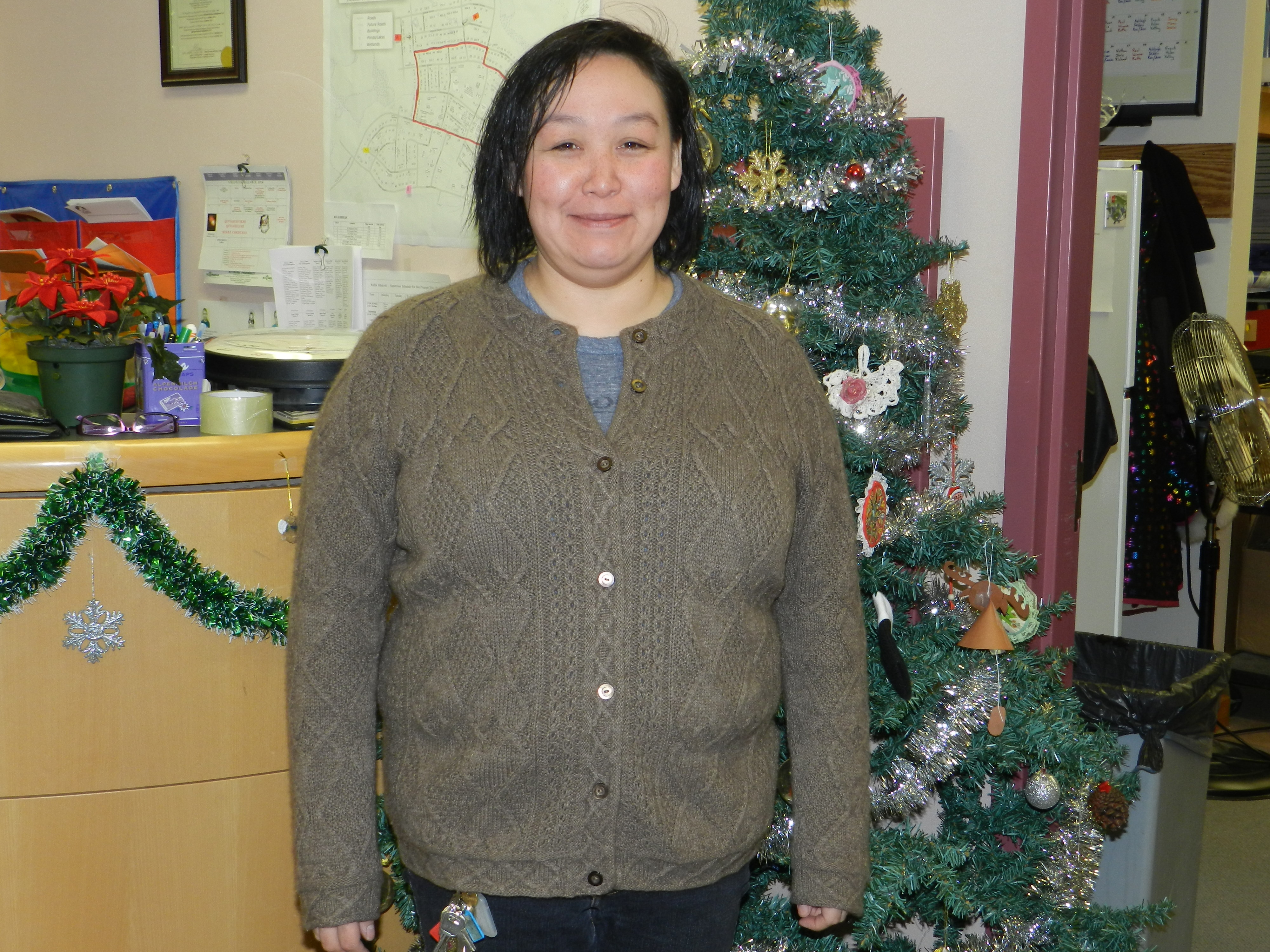
Qiviuq-Pullover für 700 Euro im Jahr 2014

Die Wolle des Moschusochsen wird erst seit relativ kurzer Zeit genutzt. Die Moschusochsen wurden in Alaska Ende des 19. Jahrhunderts bis zur Ausrottung gejagt und 1935 wieder angesiedelt. Die erste Garnherstellung erfolgte kurz nach der Wiederansiedlung durch eine alaskische Hauswirtschaftslehrerin, die die Fasern sammelte und selbst verspann.
Bis 1954 wurden Moschusochsen nicht domestiziert. Im Jahre 1953 begann der Anthropologe John J. Teal Jr. mit der Erforschung der Wolle. Anders als Schafe dürfen Moschusochsen nicht geschoren werden. Ihre warme Unterwolle kann nur ausgekämmt oder an Scheuerplätzen gesammelt werden. Das geht nur einmal im Jahr im Frühling und ist sehr aufwändig. Ein Moschusochse bringt nur etwa 1,5 kg Qiviut, von denen etwa 60 % nach Entfernung der Deckhaare übrigbleibt.
1964 wurde die Moschusochsenfarm gegründet und bereits 1968 begann man mit Lehrgängen zur Verarbeitung der Moschuswolle. 1969 wurde dann die Kooperative gegründet. Sowohl die Farm in Palmer (Alaska) als auch die Kooperative bestehen weiterhin. Sie wird von der Inuit-Genossenschaft „Oomingmak“ (Umingmak) verarbeitet. Dort sind circa 200 Personen mit der Produktion beschäftigt. Umingmak ist der Inuit-Name für Moschusochsen und bedeutet Tier mit einer Haut wie ein Bart.